# Province de Calca
La province de Calca (en espagnol : Provincia de Calca) est l'une des treize provinces de la région de Cuzco, au sud du Pérou. Son chef-lieu est la ville de Calca (Khallka).

## Géographie
La province couvre une superficie de 4 414,49 km2. Elle est limitée au nord par la province de La Convención, à l'est par la province de Paucartambo, au sud par la province de Quispicanchi et la province de Cuzco, à l'ouest par la province d'Urubamba.

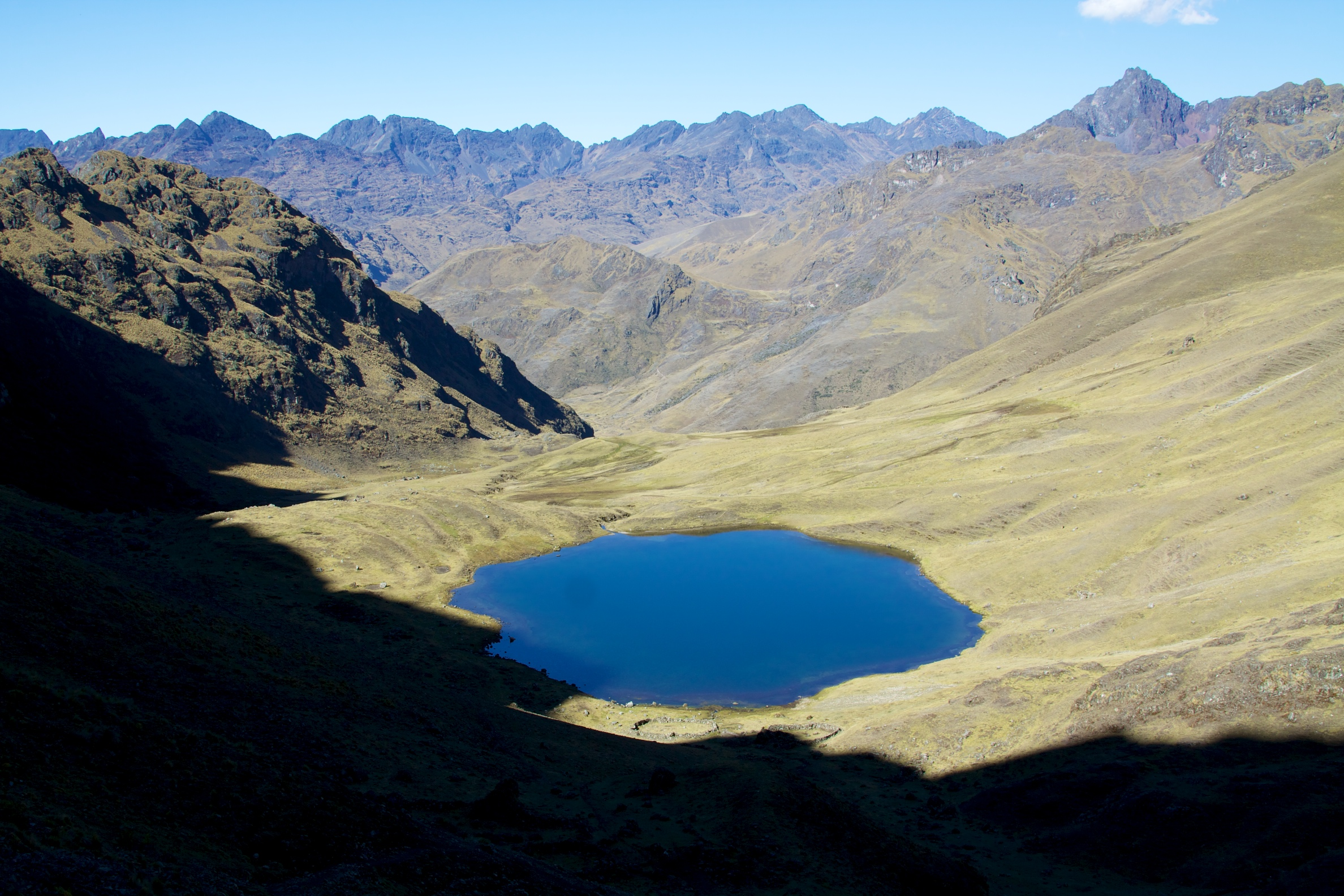
Qiwnaqucha dans la province de Calca

## Subdivisions
La province est divisée en 8 districts :
- Calca
- Coya
- Lamay
- Lares
- Pisac
- San Salvador
- Taray
- Yanatile

## Sites remarquables
- Vallée Sacrée des Incas
- Ruines de Písac